# Monique Mosser
Monique Mosser (n. 1947) es una historiadora del arte francesa, especializada en la arquitectura y, sobre todo, en los jardines, particularmente del siglo XVIII. Es ingeniera del Centro Nacional para la Investigación Científica (CNRS), adscrita al Centro André-Chastel de París.

## Biografía
Monique Mosser fue alumna de André Chastel en el Instituto de Arte y Arqueología, quien le ofreció un puesto en el CNRS después de su máster. Su primer trabajo fue sobre el arquitecto Denis Antoine y su Casa de la Moneda en París. Más tarde se interesó por los jardines a través del estudio de los caprichos del Castillo de Menars.
En 1977, coordinó la exposición Jardins, 1760-1820. Pays d'illusion, terre d'expérience, organizado por el Centro de los monumentos nacionales en el Hôtel de Sully de París, que marcó el inicio de un nuevo desarrollo científico de la historia de los jardines en Francia.
De 1984 a 1995, enseñó en la Escuela Nacional Superior del Paisaje de Versalles. Con el historiador de la arquitectura Georges Teyssot, coordinó un grupo internacional de especialistas para escribir una monumental Histoire des jardins de la Renaissance à nos jours (Historia de los jardines desde el Renacimiento hasta nuestros días), que presentaba el estado de la investigación en este campo todavía innovador. La obra se publicó primero en italiano, al año siguiente en fracés e inglés, y finalmente también en alemán. Con la arquitecta paisajista Isabelle Auricoste y la arquitecta Janine Christiany, fundó en 1992, en el seno de la Escuela Nacional Superior de Arquitectura de Versalles, un curso de postgrado sobre jardines históricos, que se convirtió en el máster 'Jardines históricos, patrimonio y paisaje', asociado a la Universidad de París I Panthéon-Sorbonne, y que al cabo de veinte años habrá formado a varios centenares de profesionales para trabajar en un sitio paisajístico de interés histórico, artístico o cultural, ya sea para protegerlo, rehabilitarlo o valorizarlo.
En 1994, junto con el filósofo Philippe Nys, organizó un importante simposio en el Centro Internacional de Arte y Paisaje de Vassivière sobre Le Jardin, art et lieu de mémoire, en el que participaron historiadores, filósofos, paisajistas y artistas. Las actas fueron publicadas al año siguiente y se creó la colección «Jardins et paysages», en la que se publicaron ensayos y traducciones de textos destacados.
Comprometida con la defensa del patrimonio, ha desempeñado responsabilidades a nivel nacional como miembro de número o asociado de distintas secciones de la Comisión Nacional de Monumentos Históricos, desde su creación en 1994 hasta su supresión en 2004 y de la Comisión del Viejo París. A nivel internacional, ha sido miembro del Comité Científico Internacional de Paisajes Culturales, órgano del Consejo Internacional de Monumentos y Sitios (ICOMOS), y de la Federación Internacional de Arquitectos Paisajistas (IFLA), así como experta del Comité del Patrimonio Mundial. Sigue siendo miembro de distintos comités científicos y fundaciones.

## Premios y honores
- 2007: Caballero de la Orden Nacional de la Legión de Honor.[9]
- 2010: Premio Gambrinus "Giuseppe Mazzotti", sección Ecología y Paisaje, por el libro Petrarca e i suoi luoghi (Edizioni Fondazione Benetton Studi Ricerche/Canova, 2009), coeditado con Domenico Luciani.[10]
- 2015: Premio P.J. Redouté 2015 por L'Imaginaire des grottes dans les jardins européens (Hazan, 2014), escrito con Hervé Brunon.[11]
- 2015 : Premio de la Academia francesa, por L'Imaginaire des grottes dans les jardins européens, escrito con Hervé Brunon.[12]